# Кофе канефора
Кофе канефора (лат. Coffea canephora) — вид растений из рода Кофе (Coffea) семейства Мареновые.
Вид C. canephora включает разновидности Robusta, Conilon, Sankuru, Bukaba, Niaculi, Uganda, Maclaud, Laurentti, Petit, Indénié, Nana, Polusperma, Oka и другие.
Часто для всего вида C. canephora используется термин «робуста» (Robusta). Название этой разновидности означает крепость и сопротивляемость болезням. Данные свойства являются ключевыми для успешного выращивания в экваториальном климате и отличительной характеристикой всего вида.

## Морфологическое описание и генетика
C. canephora — вечнозелёный кустарник с древесным стеблем.
В мире различают два типа генетического материала, имеющих значительное отличие: Robusta и Conilon.
Растения, обладающие генетикой робусты, характеризуются большим числом стеблей в кусте, которые растут выше и прямее. Сами стебли более крупные, с меньшим числом ветвей. Листья более крупные, менее интенсивного зелёного цвета. Плоды более крупные, с большим объёмом мякоти, более позднее созревание. Растение более крепкое, более устойчиво к кофейной ржавчине (Hemileia vastatrix), но труднее переносит засуху. По состоянию на 2023 год вкусовой потенциал премиальных робуст выше, чем у премиальных конилонов (например, Амазонские робусты).
Растения, обладающие генетикой конилона, также представляют собой растения с большим числом стеблей в кусте, но стебли имеют больше ветвей. Листья меньше по размеру, светло-зелёного цвета, плоды меньше, с меньшим объёмом мякоти и более ранним созреванием. Имеют высокий производственный потенциал, больше подвержены ржавчине, но лучше переносят засуху, по сравнению с робустами.
Исследования числа хромосом в кофе ведутся с 1930 года.
C. canephora — диплоид (х = 11 хромосом, 2n = 2x = 22 хромосомы), как и практически все представители рода Coffea. Исключением является С. arabica, которая является тетраплоидом (44 хромосомы). По этой причине учёные применяют технологии удвоения числа хромосом у канефор, чтобы стало возможно создание гибридов арабик и канефор.
Все виды рода Coffea, за исключением арабики, аллогамны, то есть перекрёстноопыляющиеся. Это означает, что растение не способно к самооплодотворению, в том числе пыльцой разных цветков с одного и того же растения. При использовании родственного генетического материала, скрещивания редко бывают удачными. В результате скрещиваний образуются высоко гетерозиготные и очень гетерогенные (неоднородные) популяции. Из этого следует, что создание клона для применения в сельском хозяйстве требует большой работы по изучению генетической совместимости растений, используемых для скрещивания.
Листья цельнокрайные, слегка волнистые, супротивные, длиной 5-32 см и шириной 2-8 см, на коротких черешках, часто обвисшие. По размеру больше, менее интенсивного зелёного оттенка, чем у арабики.
Морфология листьев каждой разновидности сильно зависит от генотипа.
Цветки обоеполые, белые, часто с кремово-коричневой звездой, душистые, сидят по 3-6 на соцветии; самостерильные, собранные в большом количестве в соцветии.
Плод — округлая ягода, в созревшем состоянии около 0,8-1,5 см в длину, тёмно-красная, созревает в оптимальных условиях через 10-11 месяцев; имеет прочную внешнюю кожуру (экзокарп), под ней — тонкую пульпу (мезокарп), семена окружает серо-зелёная толстоватая пергаментная оболочка (волокнистый эндокарп). Семена парные (сидят по двое), зеленовато-серые, овальные с одной стороны, плоско-выпуклые с глубокой бороздкой на другой.
Количество плодов и их форма значительно зависят от генетического материала разновидности. Плоды более устойчивы к воздействию окружающей среды. Содержат больше кофеина и растворимых веществ, чем арабика.
Плодоношение начинается в возрасте 2,5-3 лет, ремонтантное.
Производительность канефор в Африке и странах Азии при плотности посадки 1200—2000 растений на га составляет 2 000 — 3 500 кг/га. В Бразилии, в частности в штате Эспириту-Санту, разновидности конилонов и робуст, разработанные Incaper и Embrapa Rondônia, при посадке 2 000 — 4 000 растений на га дают урожайность 4 800 — 7 200 кг/га.
В основном C. canephora выращивается на высотах 100—600 метров над уровнем моря, в тропическом климате, средние температуры 22 — 26 ◦C, осадки 1200 мм в год.

## История распространения вида
Вид C. canephora происходит из районов в бассейне реки Конго. Ботаническая классификация вида C. canephora, куда входят разновидности робуста, конилон и другие, была выполнена в 1895—1977 годах. Научная работа заняла намного больше времени, поскольку ареал произрастания данного вида затрагивает несколько государств африканского континента. Растения данного вида оплодотворяются перекрестным опылением, неспособны к самоопылению, устойчивы к заболеваниям и хорошо приспосабливаются к произрастанию на небольших высотах в жарком тропическом климате.
Коммерческое выращивание кофе началось в Йемене с вида C. arabica. Её распространение стало особенно быстрым после того как арабику стали выращивать в Южной Америке в 1727 году. Однако в период между 1897 и 1900 годами плантации арабики в южных и восточных регионах Азии поразила эпидемия листовой ржавчины (Hemileia vastatrix). Это послужило поводом для большего распространения вида C. canephora, поскольку его представители устойчивы к этому заболеванию.
Первые урожаи и работы по улучшению разновидностей вида C. canephora начались на острове Ява около 1900 года. Ученые тогда стремились установить фундаментальные биологические основы для улучшения вида. Распространение вида в регионы Африки, Америки и другие регионы Азии началось позже, особенно активно начиная с 1950х годов, когда стал популярен растворимый кофе, а также когда канефору стали использовать в смесях цельно зернового и молотого кофе.
Вид C. canephora включает разновидности Robusta, Conilon, Sankuru, Bukaba, Niaculi, Uganda, Maclaud, Laurentti, Petit, Indénié, Nana, Polusperma, Oka и другие.
Согласно историческим записям, первое коммерческое выращивание C. canephora началось в Конго в 1870 году. Для посадок были использованы ягоды диких растений, собранные на берегах реки Ломами (Lomani). К концу XIX века французы выращивали С. canephora в регионах вдоль Атлантического океана, от Габона до Конго, в частности на берегах реки Куилу. В 1861 году учёные открыли этот вид в регионе Букоба в Танзании.
Первое сообщение о внедрении вида С. canephora в Бразилии в штате Эспириту-Санту относится к 1912 году. Губернатор Жерониму-Монтейру писал в своих отчётах о сельскохозяйственной выставке 1912 года: «Я приобрёл неоднократно большое количество семян растений, которые можно легко и большим преимуществом выращивать и раздал их бесплатно. Некоторое время назад, когда я был в Рио-де-Жанейро, я приобрёл две тысячи ростков и пятьдесят литров семян кофе великолепного качества, известного как „конилон“, и все уже раздал фермерам».
Первые значимые урожаи конилона зафиксированы в Бразилии только в 1972 году, когда производство достигло 250 000 мешков в год. К 2014 году оно уже составило 12,9 миллионов мешков. Наиболее значимыми регионами производства являются штат Эспириту-Санту (78 %), Рондония (13 %) и Баия (7 %).
В настоящее время представители вида C. Canephora распространены по всей территории Африки, в основном в западной Африке, а также тропический и субтропической зонах Центральной Африки. Это значительные территории таких стран как Республика Гвинея, Кот-д’Ивуар, Либерия, Судан, Уганда, Камерун, Конго, Габон, ЦАР, а также Демократическая Республика Конго. Растение хорошо чувствует себя как на уровне моря, например в Габоне, так и на высоте 1300 метров в Анголе, Камеруне и Кот-д’Ивуаре.
Генетический материал робусты в основном выращивается в странах Азии и Африки. В Бразилии доминирующим является генетический материал конилона, тогда как робусты выращиваются на фермах штата Рондония (Амазония).

## Мировой объём производства
В мировой статистике производства и потребления, а также на рыночных площадках C. canephora обозначается как Robusta.
По данным Международной кофейной организации мировой объём производства кофе в сезоне 2021/22 составил 167,2 млн мешков, в том числе 93,97 млн мешков арабики и 73,2 млн мешков робусты. В процентном соотношении это означает, что на арабику приходится 56,2 %, а на робусты 43,8 %.
Из-за изменений климата, а также экономической ситуации, каждый год пропорция мирового производства и потребления смещается в сторону робуст. По данным Международной кофейной организации (ICO) за 12 месяцев к маю 2020 года экспорт арабик сократился, а экспорт робуст увеличился.
Основной объём C. canephora используется для производства растворимого кофе. Покупателями чаще всего являются крупные обжарщики, производители напитков на основе кофе и кофейных продуктов: капсулы, эспрессо-смеси, энергетики. В смесях для эспрессо позволяет сделать более плотным тело напитка.
Относительно арабик содержит в 2 раза больше кофеина, а некоторые разновидности конилона — в 4 раза. Поскольку кофеин является инсектицидом, растения вида canephora более устойчивы к насекомым, болезням, нематодам. Это свойство также активно используется для выведения новых разновидностей.

## Сенсорный профиль и стандарты качества
Робуста обычно считается менее изысканным кофе с точки зрения аромата. Однако такая репутация закрепилась за представителями вида canephora из-за особенностей обработки: для коммерческих целей процесс производства проходит по ускоренному сценарию (сушка ягод занимает 24 часа, а не несколько суток), ягоды плохо калибруются по спелости, из-за технологических нарушений в большом количестве образуются дефекты (черные зерна, плесени и пр). Однако при соблюдении условий производства, букет C. canephora становится чистым, сладким. Диаметральным отличием от арабик является отсутствие кислотности.
С целью внедрения нового отраслевого стандарта качества, в 2019 году Институт качества кофе (Coffee Quality Institute) совместно с Агентством по развитию кофе Уганды (Uganda Coffee Development Authority) разработали стандарты и протоколы оценки робуст — Fine Robusta Standards and Protocols.
Эксперт, имеющий право оценивать робусту и присваивать по итогам оценки соответствующий балл, называется R-grader.
В последние годы ученые работают над совершенствованием вкусового профиля представителей вида. Для этого применяются технологии ферментации, углекислотной мацерации, а также изучаются возможности более высотного выращивания вида.

## Галерея

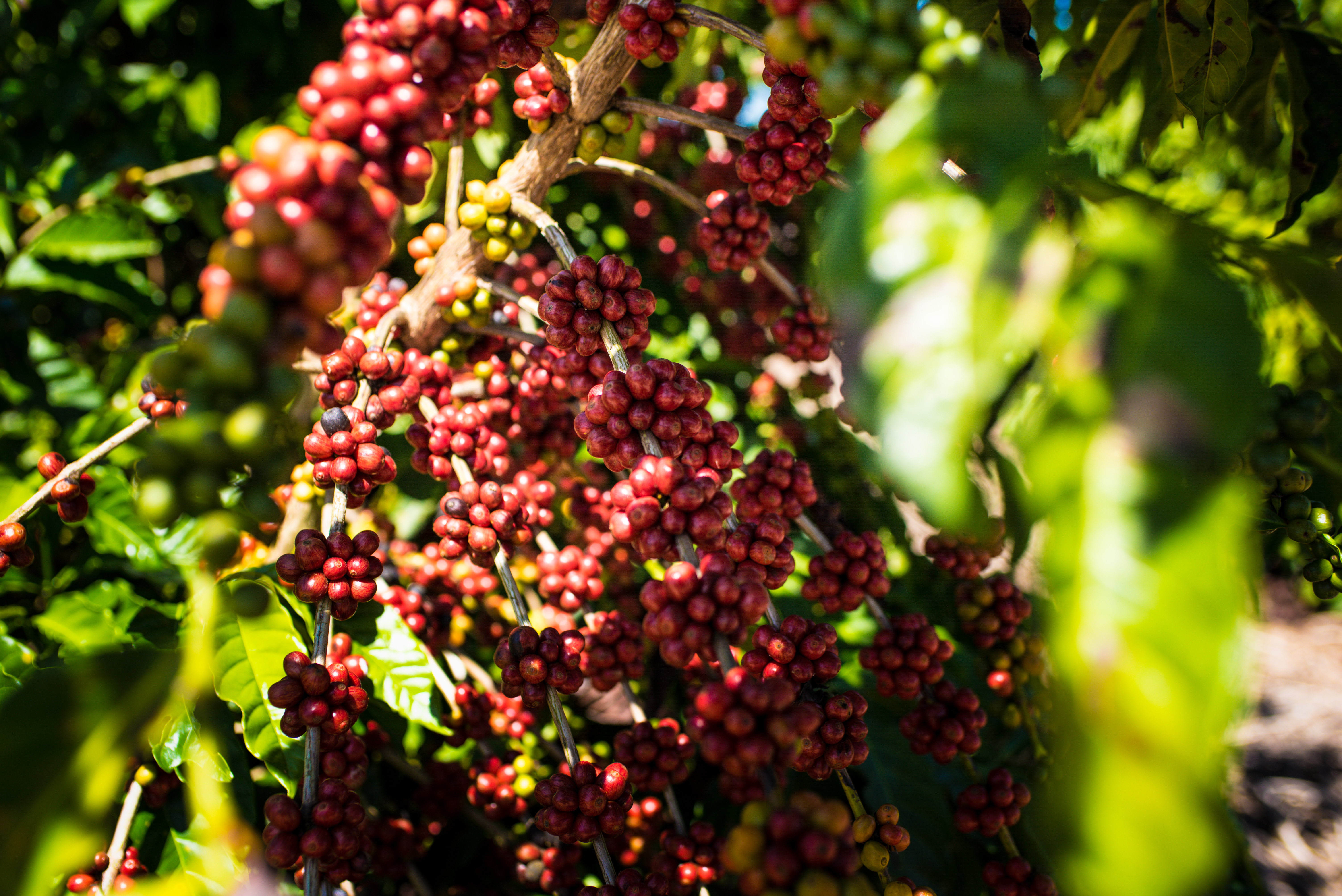
Ягоды конилона на ветках
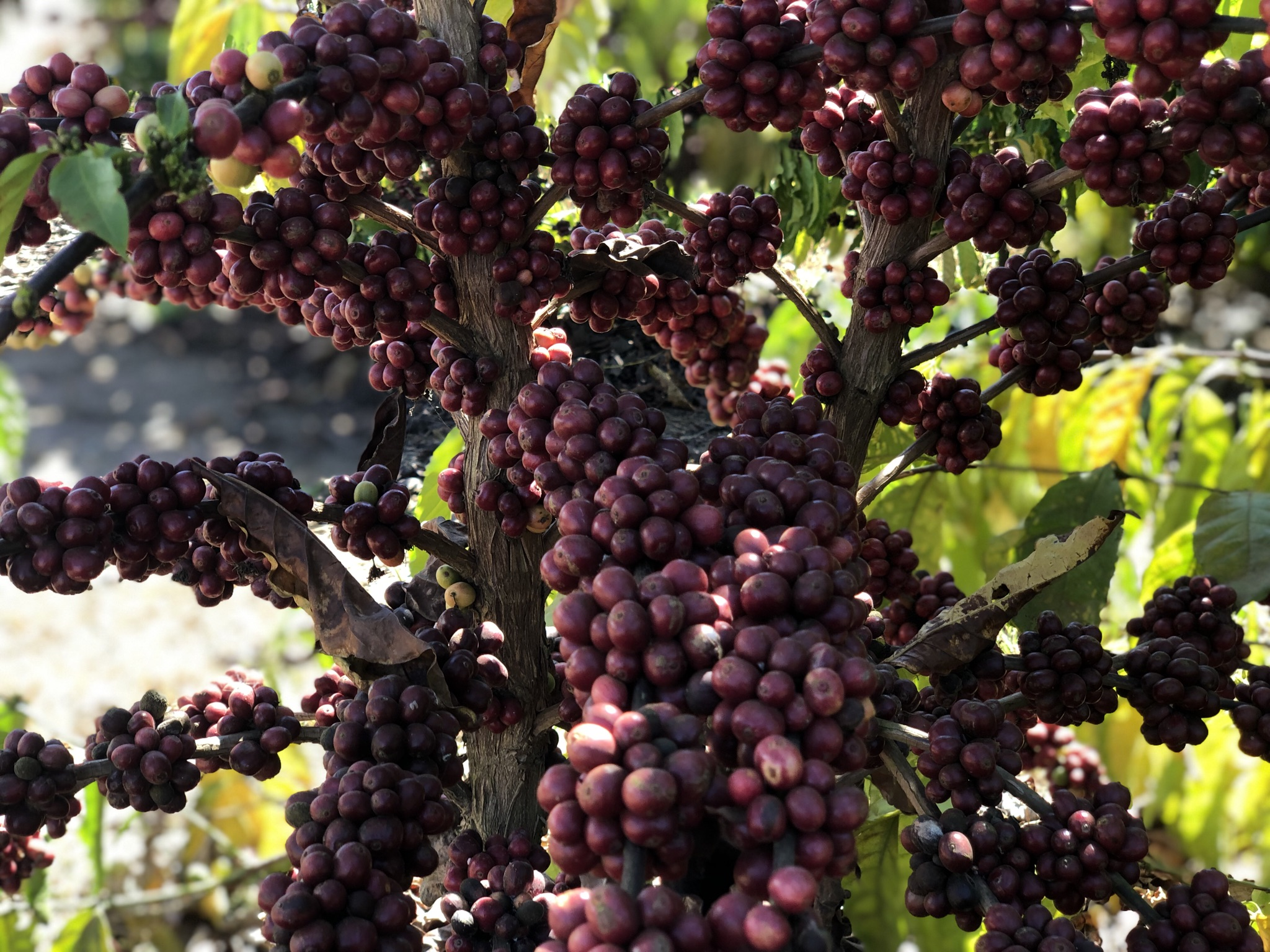
Ягоды робусты на ветках
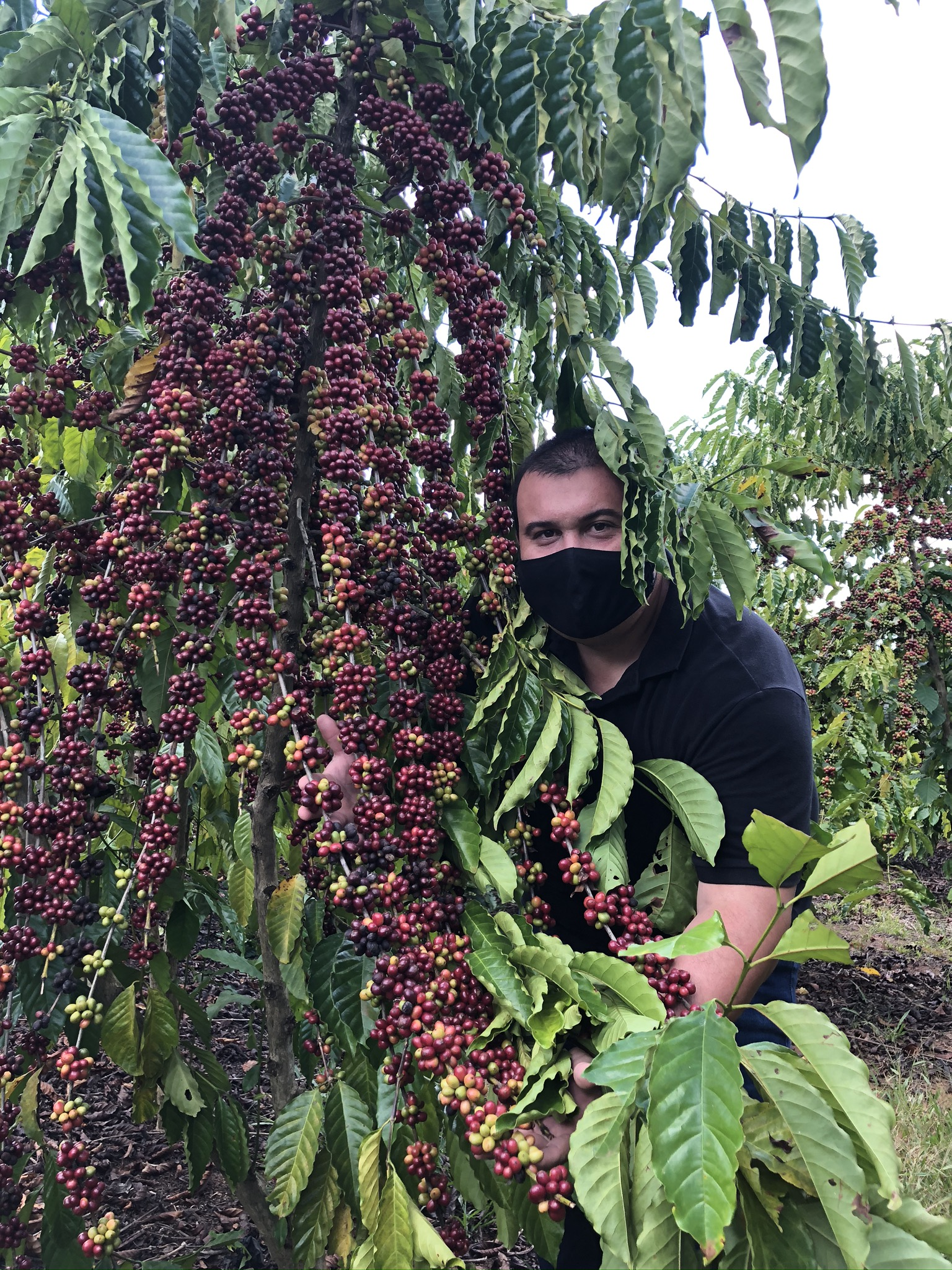
Созревшие ягоды робусты на ветках
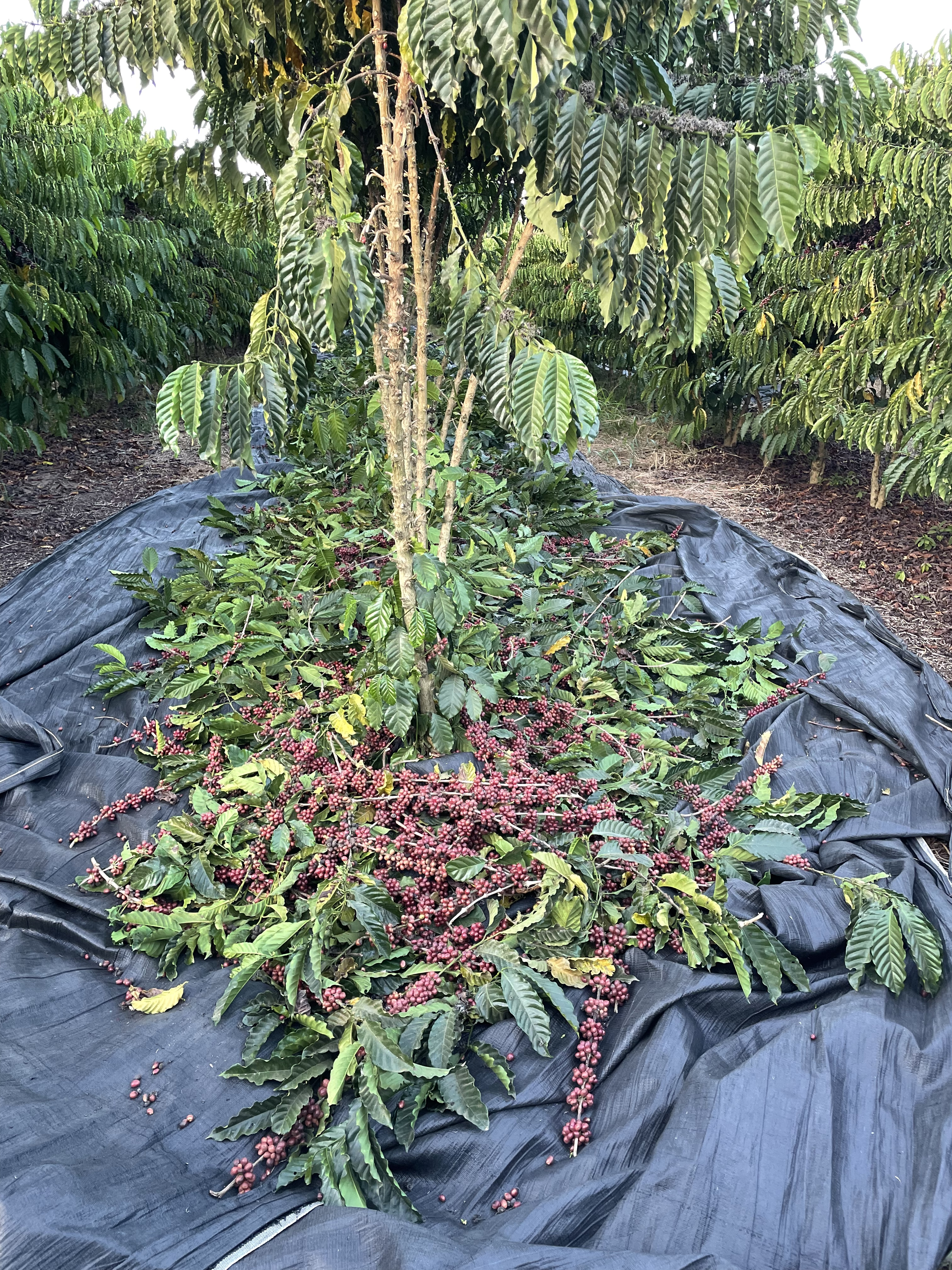
Ручной сбор ягод робусты
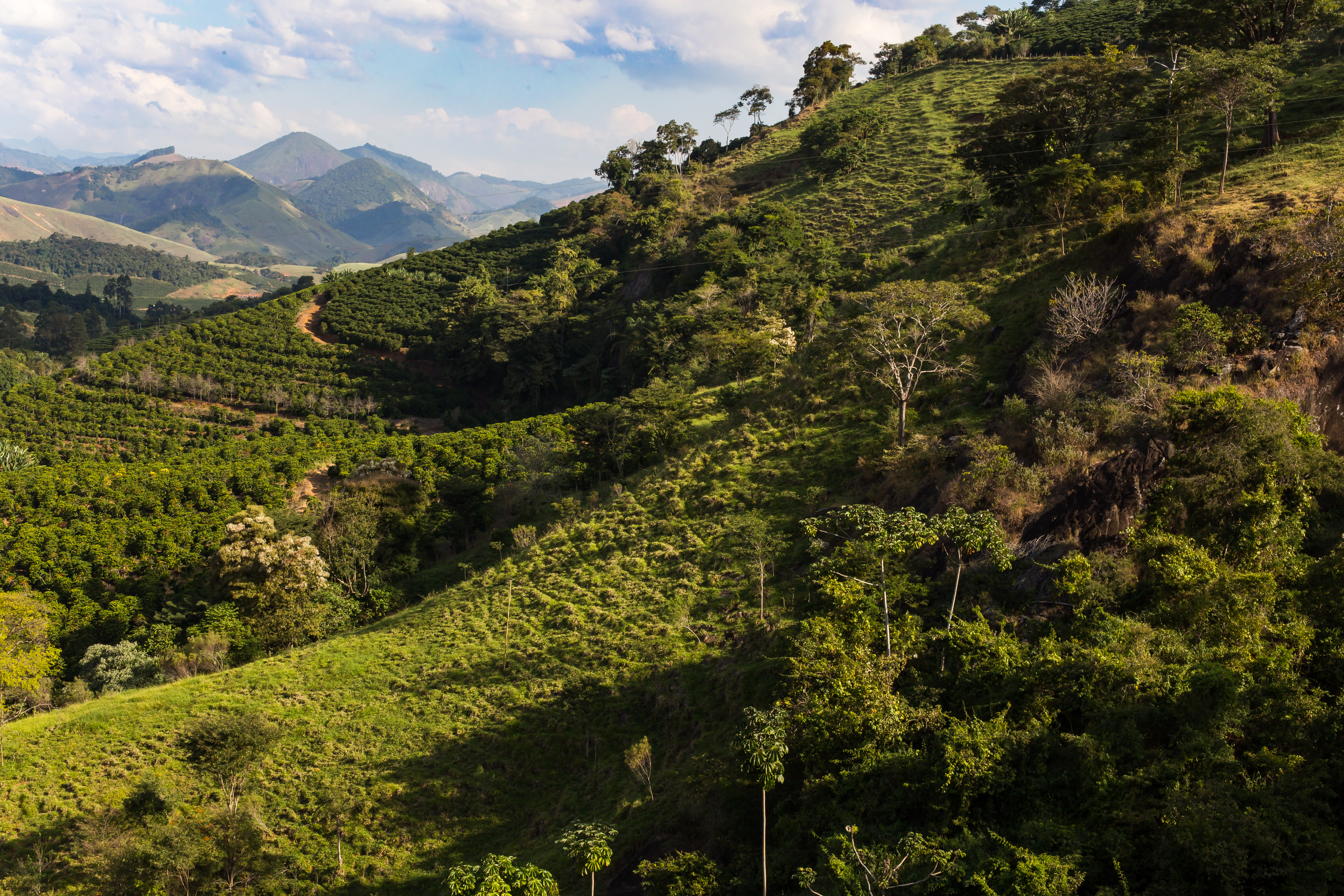
Общий вид плантации конилона
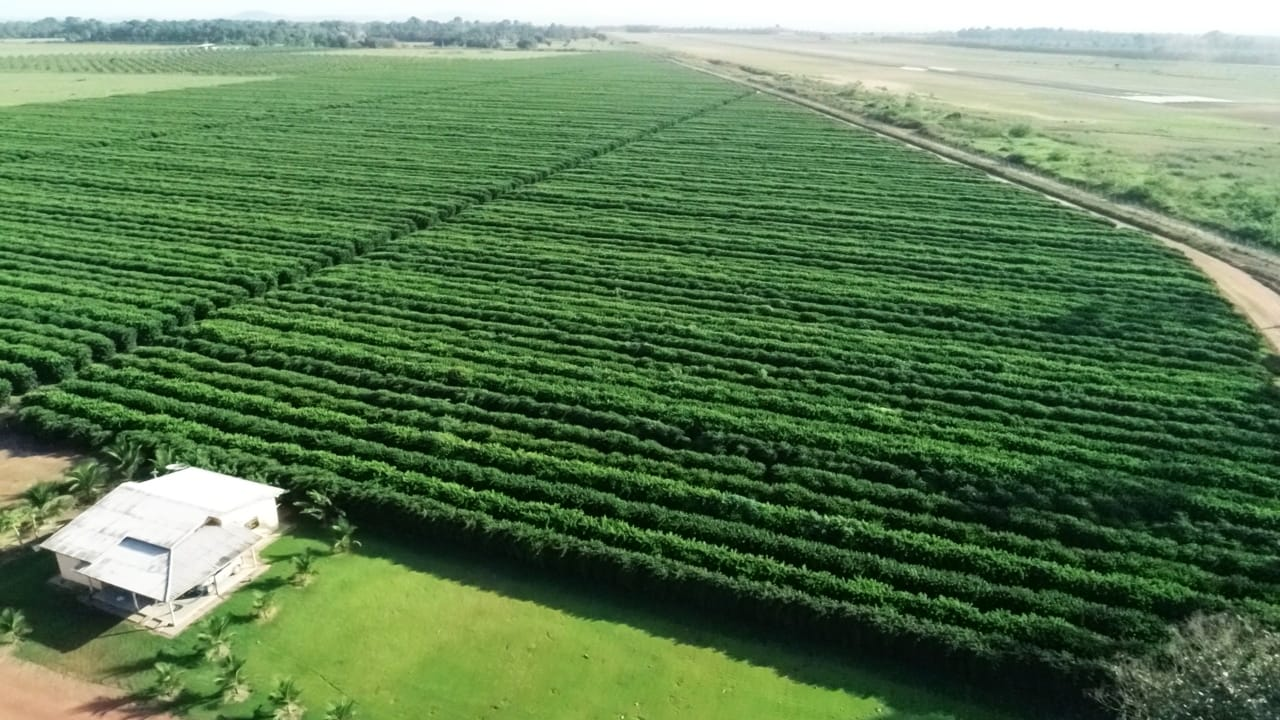
Общий вид плантации робусты